# Reazione della Calf Intestinal Phosphatase
Reazione della Calf Intestinal Phosphatase (CIP) o reazione di defosforilazione dell'estremità 5' fosfato: si tratta di una reazione usata negli esperimenti di biologia molecolare ed in particolare nel clonaggio di geni laddove vengano utilizzati dei plasmidi come vettori di clonaggio. Per clonare il gene nel plasmide è necessario utilizzare enzimi di restrizione che creino estremità coesive simili nel plasmide digerito e nel gene o sequenza di DNA che si vuole inserire. Ora, poiché il plasmide digerito conterrà delle estremità 3'-OH e 5'-fosfato libere per impedire che esso si richiuda su se stesso quando viene utilizzata la ligasi, si fa uso di una reazione che impiega una fosfatasi estratta da intestino di vitello per eliminare il fosfato presente all'estremità 5' del plasmide.